# 托哥
托哥（英語：Torres Pit，1996年3月11日—），本名別洪優（Pit Hung-yau），是香港YouTuber。

## 生平
小學就讀觀塘基法小學，學校在他小學四年級時搬到油塘就讀中華基督教會基法小學（油塘），小學時英文名為Peter Pit。2014年從福建中學畢業後成功考進香港大學，並於2018年從建築學院城市規劃學系畢業。2015年，被土豆网「神街坊」節目的製作人相中，當任節目的主持人兩年，訪問內容圍繞戀愛觀、性愛觀等，因其主題令影片在中國大陸廣為流傳，被譽為「街坊熱潮始祖」。2018年，托哥憑著在地鐵上高唱「人人常歡笑，不要眼淚掉」和「破解史上最長名字」兩片開始受人注意。同年，托哥開設其YouTube頻道，拍攝短片比較香港與外國文化差異。托哥與來自南非的女朋友Georgia Gordon從2017年交往至今。2019年9月26日，《南華早報》報導表示托哥曾與一个马来西亚发展有限公司丑闻（1MDB）的逃犯共同創辦公司。

## 外部連結
- 托哥的Instagram帳戶
- 托哥的Facebook專頁
- 托哥的新浪微博
- YouTube上的托哥頻道